# Тетете (язык)
Тетете (Tetete, Teteté) — мёртвый туканский язык, на котором раньше говорил народ тетете, проживавший на восточной территории джунглей Кофан около границы с Колумбией в Эквадоре. На языке также раньше говорили в Колумбии, но в настоящее время он там исчез. Народ тетете не выжил в XX веке.